# Metro de Salónica
El Metro de Tesalónica (en griego; Μετρό Θεσσαλονίκης) es el sistema de ferrocarril subterráneo de transporte público de Salónica, Grecia.
Las obras comenzaron el 25 de junio de 2006, y debían ser terminadas en 6 años y medio, pero los sucesivos retrasos han pospuesto la fecha prevista de inauguración para 2023. Los retrasos fueron producidos inicialmente por los importantes descubrimientos arqueológicos en el centro de la ciudad durante la construcción, porque sobrepasaron las expectativas de las autoridades arqueológicas de Tesalónica. Sin embargo, la crisis de la deuda soberana en Grecia fue la causante de la mayor parte de los retrasos durante la construcción del Metro de Tesalónica.
La primera fase del proyecto consiste en 9,6 kilómetros de la línea subterránea con 13 estaciones, y un edificio de cocheras en el extremo este de la línea. El presupuesto del proyecto es de cerca de 1100 millones de euros. El metro será similar al metro de Copenhague o al ferrocarril ligero de los Docklands de Londres, porque utilizará el sistema automático sin conductor de AnsaldoBreda. Ofrecerá 18 trenes que funcionen en túneles separados en cada dirección. También habrá mamparas de cristal con las puertas automáticas en el borde de los andenes, en cada estación, para mayor seguridad adicional. El proyecto es construido por un consorcio greco-italiano y supervisado por Attikó Metró, la compañía que gestiona el Metro de Atenas.
En octubre de 2017 la empresa española Indra Sistemas, S.A. se adjudicó el contrato de la instalación del sistema de billetes y control de accesos para las 13 estaciones de la línea 1. La tecnología contactless del sistema de billetes permitirá al usuario su rápido acceso con tan solo acercar la tarjeta al lector automático.
El sábado 29 de diciembre de 2018 tuvo lugar la inauguración oficial, con la asistencia del primer ministro de la República Helénica, Alexis Tsipras, de la primera estación del Metro de Tesalónica; Sindrivani/Ekthesi (Fuente/Exposición).

## Las estaciones en construcción

### Línea 1
- Néos Sidirodromikós Stathmós («Nueva estación de ferrocarriles»)
- Dimokratías («Plaza de Democracia»)
- Venizélou («Calle Venizelos»)
- Agía Sofía («Iglesia de Santa Sofía»)
- Sintriváni/Ékthesi («Fuente/Exposición») Inaugurada.
- Panepistímio («Universidad»)
- Papáfi («Calle Papáfis»)
- Efklídi («Calle Euclides»)
- Fleming («Calle Alexander Fleming»)
- Analípseos («Calle de Ascensión»)
- 25is Martíou («25 de marzo»)
- Vúlgari («Calle Vúlgaris»)
- Néa Elvetía («Nueva Suiza»)

### Línea 2
La Línea 2 sigue el mismo itinerario que la Línea 1 desde Néos Sidirodromikós Stathmós (Nueva estación de ferrocarriles) hasta Analípseos. Luego se tiene estaciones en:
- Nomarjía («Administración Regional»)
- Kalamariá
- Aretsú
- Néa Kríni («Nueva Fuente»)
- Míkra

## Extensiones
Se han planeado extensiones futuras en Kalamariá (hacia el sur) y en Stavroúpoli (hacia el norte). La extensión de Kordelió (hacia el noroeste) y al aeropuerto de Tesalónica (hacia el sureste) están en proyecto. 